# Félix Salinas
Félix Salinas (Lima, 1939. május 11. – 2021. október 30. vagy előtte) válogatott perui labdarúgó, hátvéd.

## Pályafutása

### Klubcsapatban
1967 és 1974 között az Universitario, 1975–76-ban a mexikói CSD Zacatepec labdarúgója volt. 1978-ban az Universitario csapatában vonult vissza, ahol összesen négy bajnoki címet nyert.

### A válogatottban
1970 és 1972 között 12 alkalommal szerepelt a perui válogatottban. Részt vett az 1970-es mexikói világbajnokságon.

## Sikerei, díjai
Universitario
- Perui bajnokság
  - bajnok (4): 1967, 1969, 1971, 1974
- Copa Libertadores
  - döntős: 1972